# Belagávi
Belagávi (kannadsky ಬೆಳಗಾವಿ, maráthsky बेळगांव, do roku 2014 anglicky Belgaum) je město v Karnátace, jednom ze svazových států Indie. K roku 2011 měl přes 490 tisíc obyvatel.

## Poloha a doprava
Belagávi leží na západním kraji Dekánské plošiny na okraji Západního Ghátu. Od pobřeží Arabského moře je vzdáleno přibližně 90 kilometrů východně. Z hlediska hranic leží u severozápadního okraje Karnátaky v blízkosti hranic se svazovými státy Goa a Maháráštra.
Přes Belagávi prochází národní dálnice 4, která začíná v Bombaji v Maháráštře a vede na jihovýchod přes Kolhápur do Belagávi a pak dále do Bengalúru a pak přes Ándhrapradéš do Tamilnádu, kde vede přes Káňčipuram do svého cíle v Čennaí.

## Obyvatelstvo
Podle sčítání lidu v roce 2011 se 73 % obyvatelstva hlásilo k hinduismu, 21 % se hlásilo k islámu, 4 % se hlásila k džinismu a 1 % ke křesťanství. Nejrozšířenějším rodným jazykem byla maráthština s 38 % obyvatel, karnátacký oficiální jazyk kannadštinu mělo za rodný 36 %, urdštinou mluvilo zhruba 18 % (především muslimové), hindsky 3 % a telugsky přibližně 2 %.